# ويليام أوليفر (سياسي)
ويليام أوليفر هو سياسي كندي، ولد في 26 ديسمبر 1860 في كندا، وتوفي في 27 أبريل 1951 بليثبريدج في كندا.